# Strada statale 500 di Lonigo
La ex strada statale 500 di Lonigo (SS 500), ora strada provinciale 500 di Lonigo (SP 500) in provincia di Vicenza e strada provinciale 500 del Colognese (SP 500) in provincia di Verona, è una strada provinciale italiana che si sviluppa in Veneto.

## Percorso
La strada ha inizio nella località di Alte Ceccato, frazione di Montecchio Maggiore, ad un quadrivio con la ex strada statale 11 Padana Superiore e la ex strada statale 246 di Recoaro. Presenta dopo pochi metri l'accesso allo svincolo Montecchio dell'A4 Torino-Trieste superato il quale, prosegue verso sud-ovest attraversando le località di Meledo e Sarego.
Il 12 gennaio 2004 è stata aperta la variante di Lonigo della SP 500, la quale ha permesso lo spostamento di tutto il traffico di passaggio all'esterno della città leonicena.
Il 21 luglio 2016 è stata aperta la variante di Montecchio Maggiore della SP 500 che collega l'attuale casello di Montecchio Maggiore con la SS 11 in corrispondenza della rotatoria della Strada regionale 246 di Montecchio Maggiore.
Continua quindi nella medesima direzione, percorrendo la sponda sinistra del fiume Guà, toccando Lonigo e la sua frazione Bagnolo. Entra quindi nel territorio veronese nel comune di Zimella, piegando verso sud e raggiungendo Cologna Veneta dove attraversa il Guà. Questa tratta, dal 1882 al 1937, ospitò i binari della tranvia San Bonifacio-Lonigo-Cologna Veneta, esercita con convogli a vapore e successivamente con automotrici ad accumulatori.
La strada continua quindi in direzione sud-ovest toccando Minerbe e continuando fino all'innesto con la ex strada statale 10 Padana Inferiore.
In seguito al decreto legislativo n. 112 del 1998, dal 1º ottobre 2001, la gestione è passata dall'ANAS alla Regione Veneto che ha provveduto al trasferimento al demanio della Provincia di Vicenza e della Provincia di Verona per le tratte territorialmente competenti; nella Provincia di Vicenza, quest'ultima ha delegato le competenza alla società Vi.abilità.